# Carlos I de Mântua
Carlos I Gonzaga (em francês:  Charles Ier Gonzague e em italiano:  Carlo I Gonzaga), foi um membro da dinastia Gonzaga, pertencendo a um ramo colateral da família, os Gonzaga-Nevers, com origem em França. Nascido em 6 de maio de 1580 em Paris, veio a falecer em 22 de setembro de 1637 em Mântua,  com a idade de 57 anos.
Os seus títulos nobiliárquicos incluíam um património em França, bem como os estados soberanos em Itália, estes últimos obtidos na sequência da Guerra da Sucessão de Mântua. A saber:
- duque de Nevers, sob o nome de Carlos III em 1595, pela morte de seu pai;
- duque de Rethel, sob o nome de Carlos III em 1595, em simultâneo com o ducado de Nevers;
- príncipe de Mântua (título francês), em simultâneo com os anteriores;
- príncipe de Arches, sob o nome de Carlos I em 1608, com a fundação do estado;
- duque Soberano de Mântua, sob o nome de Carlos I em 1627, pela morte do seu primo Vicente II,
- duque Soberano de Monferrato, sob o nome de Carlos I, em simultâneo com o ducado de Mântua.

## Biografia
Neto de Frederico II, duque de Mântua e marquês de Monferrato, era filho de Luís Gonzaga, Duque de Nevers, príncipe de Mântua, e de Henriqueta de Nevers duquesa de Nevers e condessa de Rethel, Carlos nasceu em Paris na Residência dos  Nevers. Era parente de Henrique IV de França (tinham um avô comum, Carlos IV de Bourbon) bem como de várias outros soberanos europeus, recebendo uma sólida educação quer intelectual, quer militar.
Com a idade de treze anos e usando o título de cortesia de duque Carlos de Nevers, acompanha o seu pai na embaixada junto do papa Clemente VIII, no decurso da qual visita Roma, Florença, conhecendo então Mântua onde reinava o seu primo Vicente I Gonzaga.
Em 18 de janeiro de 1589, recebeu o título e as funções de governador da Champanhe que transmite em vida a seu filho Francisco de Paula Gonzaga, duque de Rethel mas, devido à morte prematura em 13 de outubro de 1622, Francisco de Paula não sucede formalmente ao pai .
Em 23 de outubro de 1595, o pai morreu em Nesle, pelo que Carlos tornou-se duque de Nevers e de Rethel de pleno direito.

## Casamento e descendência
No dia 1 de fevereiro de 1599, em Soissons, casa com Catarina de Mayenne, princesa da Lorena, filha de Carlos II de Lorena, duque de Mayenne e de Bar, e de Henriqueta de Saboia-Villars. Deste casamento nascerão seis crianças:
1. Francisco de Paula, (1606 - 1622) que a partir da sua maioridade, em 1619 (com treze anos) usará o título de Francisco III, duque de Rethel;
2. Carlos, (1609- 1631), que, em 1621, com a morte de seu tio materno Henrique de Mayenne, tornou-se duque de Mayenne[nota 1] sob o nome de Carlos III de Mayenne, e que, em 1622, com a morte de seu irmão mais velho, tomara o título de duque de Rethel sob o nome de Carlos IV;
3. Fernando, (1610 - 1632), que em 1631, com a morte de seu irmão Carlos, tornou-se o duque Fernando III de Mayenne;
4. Maria Luísa, (1611 - 1667), que casou sucessivamente com dois reis da Polónia: Ladislau IV Vasa, de quem ficou viúva, e João II Casimiro Vasa;
5. Benedita (1614 – 1637) que tornou-se abadessa de Avenay (França);
6. Ana Maria (1616 - 1684), que casou em 1639 Henrique II de Guise, de quem se divorciou em 1641, para se casar com Eduardo da Baviera (Pfalz-Simmern), de quem teve uma numerosa posteridade.

É então que decide investir algum tempo fazendo uma viagem pela Europa, visitando diversas cortes soberanas, no sentido de se instruir e de conhecer, também, a arte da guerra. A sua viagem inclui a Flandres, a Inglaterra, a Holanda, a Frísia, o Hanôver, a Dinamarca, a Pomerânia, o Brandeburgo, a Saxónia, a Boêmia, a Polónia e a Áustria. Em outubro de 1602 participou, ao lado das tropas imperiais, no cerco à cidade de Buda, Hungria, ocupada pelas tropas turcas, cerco no qual virá a ser ferido, o que colocará fim à sua viagem trazendo-o de volta a França.
Durante a sua viagem, em 24 de junho de 1601, Henriqueta, mãe de Carlos, faleceu em Paris na residência dos Nevers.

## A construção de Charleville

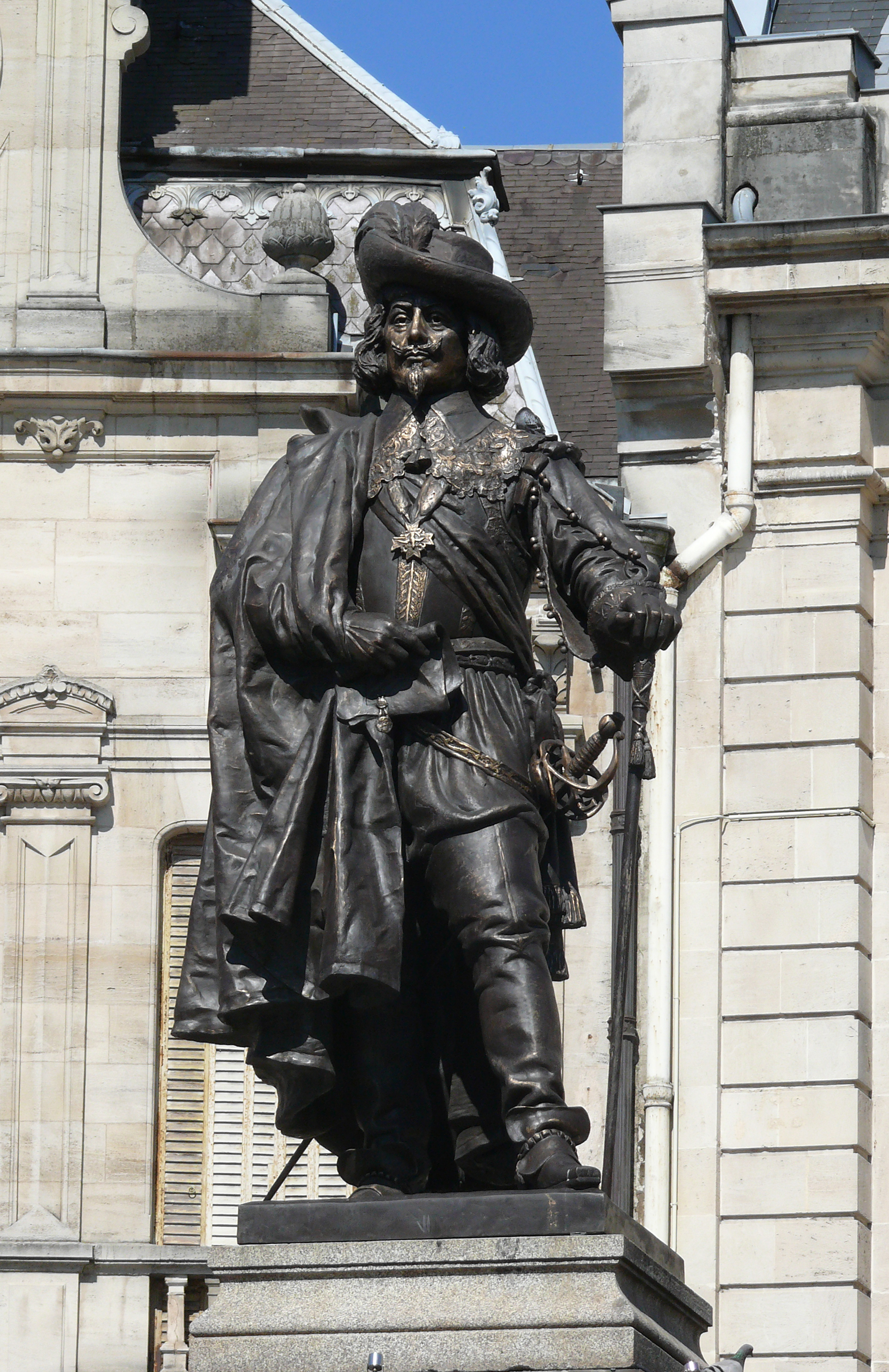
Estátua de Carlos Gonzaga em Charleville.

No dia 6 de maio de 1606, dia do seu vigésimo sexto aniversário, inicia-se a construção da que viria a ser Charleville (a cidade de Carlos). O local escolhido situava-se no seu ducado de Rethel, 45 km a norte dessa cidade, numa península feita pelo rio Mosa, mesmo em frente da cidadela de Mézières. Quase 35 anos de trabalhos serão necessários para construir uma cidade digna desse nome que, em 1608, se torna a capital do seu principado de Arches.
Mas, familiarmente, os treze anos seguintes serão para Carlos e Catarina um período sombrio com as mortes consecutivas de diversos familiares :
- em 1609, Carlos Emanuel, irmão de Catarina, morreu em Nápoles;
- em 1611, Carlos, pai de Catarina, morreu em Soissons;
- em 1611, Henriqueta, mãe de Catarina, morreuem Soissons ;
- em 1618, a própria Catarina morreu na residência dos Nevers em Paris;
- em 1621, Henrique, irmão de Catarina, morreu em Montauban;
- e, por fim, em 1622, Francisco, filho mais velho do casal, morreu em Charleville.

## Projetos de cruzada
Em 1612, Carlos, um descendente do imperador bizantino Andrónico II Paleólogo, através da sua avó paterna, que era da linha do marquês Teodoro I de Monferrato, um filho de Andrónico, reclamou o trono de Constantinopla, na altura capital do Império Otomano. Começou a conspirar com os rebeldes gregos, de Mani, que se dirigiam a ele como Rei Constantino Paleólogo. Quando as autoridades Otomanas souberam desta conspiração, enviaram um exército de 20.000 homens e 70 navios para invadir Mani que foi subjugada e foram lançados novos impostos sobre os seus habitantes. Isto fez com que Carlos se movesse mais ativamente para organizar uma cruzada, enviando representantes a diversas cortes Europeias procurando apoios. Em 1619, reuniu seis navios e cerca de 5.000 homens, mas foi forçado a abortar a missão devido ao início da Guerra dos Trinta Anos.
Carlos e sua mulher Catarina eram pessoas piedosas, tal como mostra a sua atividade em criar diversas instituições de cariz religioso, como abadias, mosteiros, colégios, hospícios. Mas os projetos de cruzada nunca chegaram a ser concretizados, dadas as dificuldades, materiais e estratégicas, com que Carlos sempre se deparou.

## A guerra de sucessão de Mântua

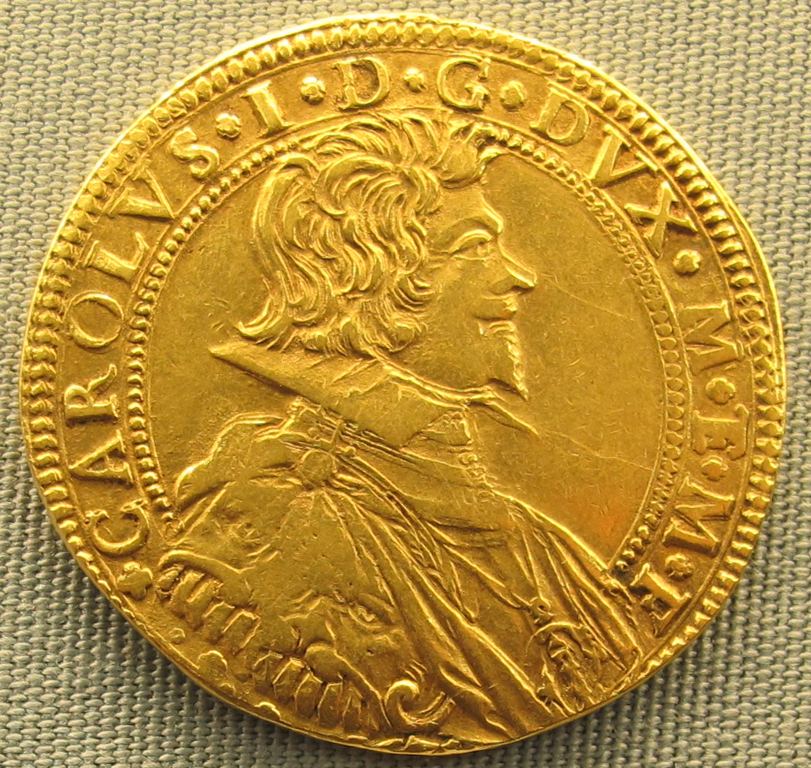
Moeda com a sua efígie

Em 26 de dezembro de 1627, teve lugar em Mântua o casamento do filho herdeiro Carlos (Francisco, o mais velho, falecera em 1622) com Maria de Mântua, filha de Francisco IV de Mântua.
O casamento fora idealizado pelo duque reinante, Vicente II de Mântua que, inquieto com a sucessão nos ducados de Mântua e Monferrato, vê esta aliança como a forma de assegurar a continuidade da sua dinastia. O seu pai Vicente I, duque de Mântua e de Monferrato, e o pai do noivo eram primos, e Maria é sua sobrinha, filha do seu irmão Francisco IV. Mas, no mesmo dia do casamento, Vicente II morre deixando em aberto a questão da sua sucessão. Desde logo vão-se alinhar diversos pretendentes :
- dum lado, o imperador Fernando II desejoso de instalar no trono vago Ferrante II, duque de Guastalla que lhe era fiel, e o duque de Saboia, Carlos Emanuel I, aliado ao imperador, na esperança de anexar o Monferrato;
- de outro lado, Carlos que se considera como o parente mais próximo de Vicente II e quer suceder, apoiado pelo rei Luís XIII que defende o seu fiel duque de Nevers. Carlos tem ainda o apoio do papa Urbano VIII que se opõe ao imperador.

O conflito parece uma reedição da luta entre guelfos (partidários do Papado) e gibelinos (partidários do imperador), sendo um episódio da Guerra dos Trinta Anos. A partir de 1628, as tropas imperiais apoderam-se de Mântua, dando inicio à Guerra da Sucessão de Mântua. A paz definitiva será assinada em 6 de abril de 1631 pelo Tratado de Cherasco, confirmando Carlos como soberano dos ducados de Mântua e de Monferrato, ao passo que a Saboia se apropria duma parte deste último.

## Últimos anos e sucessão
Em 1628, Carlos Gonzaga vende a sua fabulosa coleção de arte ao rei Carlos I de Inglaterra, também ele um colecionador apaixonado.
Em 14 de agosto de 1631, o seu segundo varão e herdeiro, Carlos, morreu em Cavriana perto de Mântua, pelo que o seu neto, também chamado Carlos, nascido em 1629 era o único descendente masculino que lhe resta, uma vez que o seu filho mais novo, Fernando, também falecera em 25 de maio de 1632.
Dividido entre os seus ducados italianos e o seu principado das Ardenas, ele consagrou as suas energias em completar a construção de Charleville.
Carlos morreu em 4 de junho de 1637 no seu palácio ducal de Mântua. Ao longo da sua vida teve a imagem de um príncipe-soldado da Renascença, crente, culto e empreendedor.
A sucessão foi assumida pelo seu neto Carlos II de Mântua que reuniu os cinco títulos ducais da família (Nevers, Rethel, Mayenne, Mântua e Monferrato) ao passo que o ducado de Aiguillon foi reunido à coroa de França pelo Cardeal de Richelieu. No seu património estava ainda incluído o principado de Arches do qual foi o segundo príncipe.

## Genealogia
- Genealogia dos Gonzaga-Nevers (em inglês)
- Apontamento genealógico  : Carlos I de Mântua e Catarina de Mayenne são respetivamente os números de Sosa 126 e 127 na ascendência de Luís XVI de França (7.ª geração)[3].

## Condecorações
- Grão-Mestre da Ordem militar do Sangue de Jesus Cristo (Ordre militaire du Sang de Jésus-Christ).

## Curiosidade
As cidades de Nevers, Charleville-Mézières e Mântua, das quais Carlos foi soberano, são hoje geminadas mantendo, assim, relações sócio-culturais.

## Homenagem

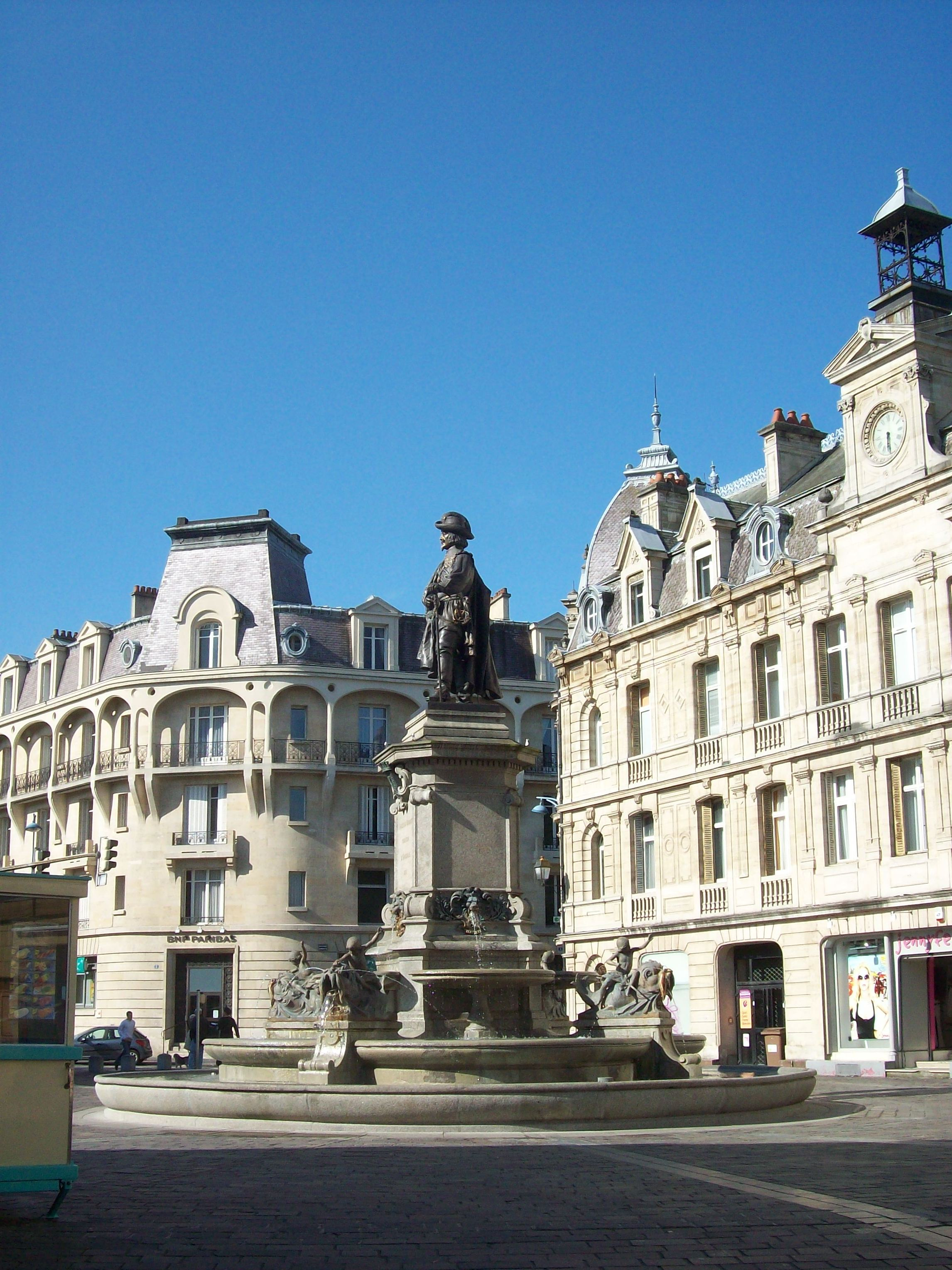
Charleville-Mézières — Fonte de Carlos Gonzaga

Os correios de França dedicaram-lhe em 2013 um selo no valor de 0,80 Euro (para cartas normais para o estrangeiro).